# Handleiding

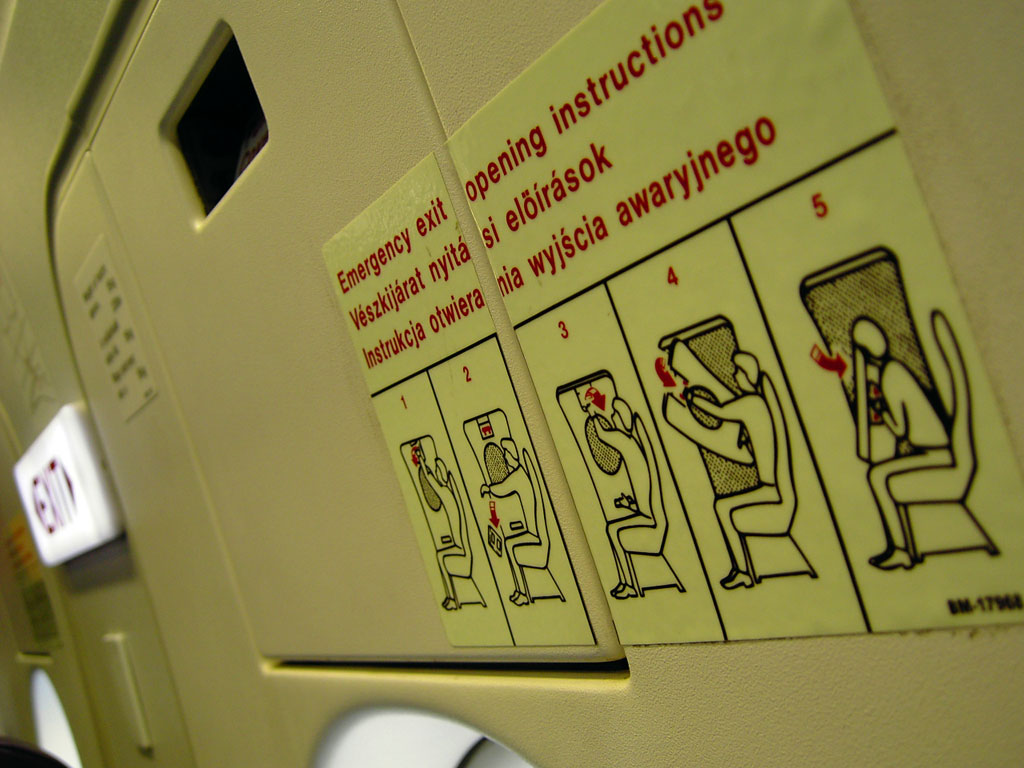
Nooduitgang, met daarop een verkorte handleiding met instructie over het openen van de deur

Een handleiding of gebruiksaanwijzing is een schriftelijke instructie die met een product meegeleverd wordt.
De inhoud van een handleiding kan zijn:
- hoe een product te assembleren;
- hoe een product te repareren;
- hoe een product te installeren;
- hoe een product gebruikt dient te worden;
- hoe een product te onderhouden;
- hoe de instellingen van een product aangepast kunnen worden;
- hoe storingen op te lossen;
- hoe een product niet te misbruiken;
- met wie contact op te nemen voor service.

## Criteria voor goede handleidingen
Consumenten kunnen voor eenzelfde product soms verschillende toepassingen op het oog hebben, zoals bij routers voor hun computersystemen. Een goede installatiehandleiding zou globaal genomen per gebruikstype in de taal van de consument minimaal het volgende moeten vermelden:
- bij het begin staat er een overzicht van alle voorwaarden waar bij de start noodzakelijk aan voldaan moet zijn, inclusief alles wat er aan hulpmiddelen, eventuele extra informatiebronnen en deskundigheid nodig is;
- een overzicht van alle noodzakelijke handelingen/stappen,
- per stap:
  - wat bij die stap aan hulpmiddelen of informatie van elders nodig is,
  - hoe de gebruiker zelf kan controleren of hij nog steeds op de goede weg is;
- aanduidingen van waar het gemakkelijk mis kan gaan - waarschuwingen voor valkuilen.

## Waarschuwingen
Een handleiding begint vaak met een groot aantal waarschuwingen die ook voor andere producten gelden of die intuïtief duidelijk zijn.
Bij een apparaat dat op batterijen werkt wordt bijvoorbeeld gewaarschuwd dat je bij het aansluiten op de polariteit moet letten, dat eenmalige batterijen niet mogen worden opgeladen, dat batterijen niet geschikt zijn voor consumptie en dat je ze niet in het vuur moet gooien. Het zijn instructies die eigenlijk thuishoren in de handleiding van de batterij en niet in de handleiding van het apparaat.
Dergelijke instructies zijn vaak afkomstig uit de Amerikaanse rechtspraktijk, waarin vaak hoge schadevergoedingen worden geëist van fabrikanten die de consument niet voor triviale gevaren hebben gewaarschuwd.

## Uitvoering
Vanouds is een handleiding een gedrukt boekje, of een velletje papier. Bij accessoires voor computers en software wordt echter vaak een handleiding op cd geleverd. Dat is goedkoper en compacter. Ook wordt bij steeds meer televisietoestellen de handleiding in het menu ingebouwd en kan deze bijvoorbeeld ook worden gedownload. Bovendien kan het bladeren door de handleiding met een computerprogramma sneller gaan dan door een papieren boekje.

## Taal
Handleidingen worden meestal in de taal van de fabrikant gemaakt, en daarna in veel andere talen vertaald. Afhankelijk van de manier waarop de fabrikant het belang van de handleiding en het belang van de taal ziet, kan de kwaliteit van een handleiding variëren. Veel Aziatische producenten staan erom bekend dat de Nederlandse handleiding van hun producten niet erg hoog van kwaliteit is, en zelfs de Engelse vertaling  is soms niet eenvoudig te lezen. Zelfs als de handleiding door een professionele vertaler wordt vertaald is de aan die vertaler verstrekte informatie vaak zeer karig (deze kan b.v. alleen de tekst en niet de plaatjes hebben gekregen) zodat het resultaat soms verrassend is. Sommige vertalingen zijn volkomen onbruikbaar - en lachwekkend - doordat ze (vermoedelijk) met een slecht computerprogramma zijn gemaakt.
Misschien mede daardoor wordt heel vaak de handleiding van een technisch product helemaal niet gelezen. Op het internet zijn veel handleidingen beschikbaar, er zijn gespecialiseerde websites voor opgezet.